# Veszprém (district)
Het district Veszprém (Veszprémi járás) is een district (Hongaars: járás) in het Hongaarse comitaat Veszprém. De hoofdstad is Veszprém. Het district bestaat uit  stad (Hongaars: város) en  gemeenten (Hongaars: község).

## Plaatsen
- Barnag
- Bánd
- Eplény
- Hajmáskér
- Hárskút
- Herend
- Hidegkút
- Márkó
- Mencshely
- Nagyvázsony
- Nemesvámos
- Pula
- Szentgál
- Szentkirályszabadja
- Sóly
- Tótvázsony
- Veszprém
- Veszprémfajsz
- Vöröstó